# Axinella globula
Axinella globula är en svampdjursart som beskrevs av Brøndsted 1924. Axinella globula ingår i släktet Axinella och familjen Axinellidae. Inga underarter finns listade i Catalogue of Life.